# Dagang Setia
Dagang Setia is een bestuurslaag in het regentschap Aceh Tamiang van de provincie Atjeh, Indonesië. Dagang Setia telt 419 inwoners (volkstelling 2010).